# 共产主义渠

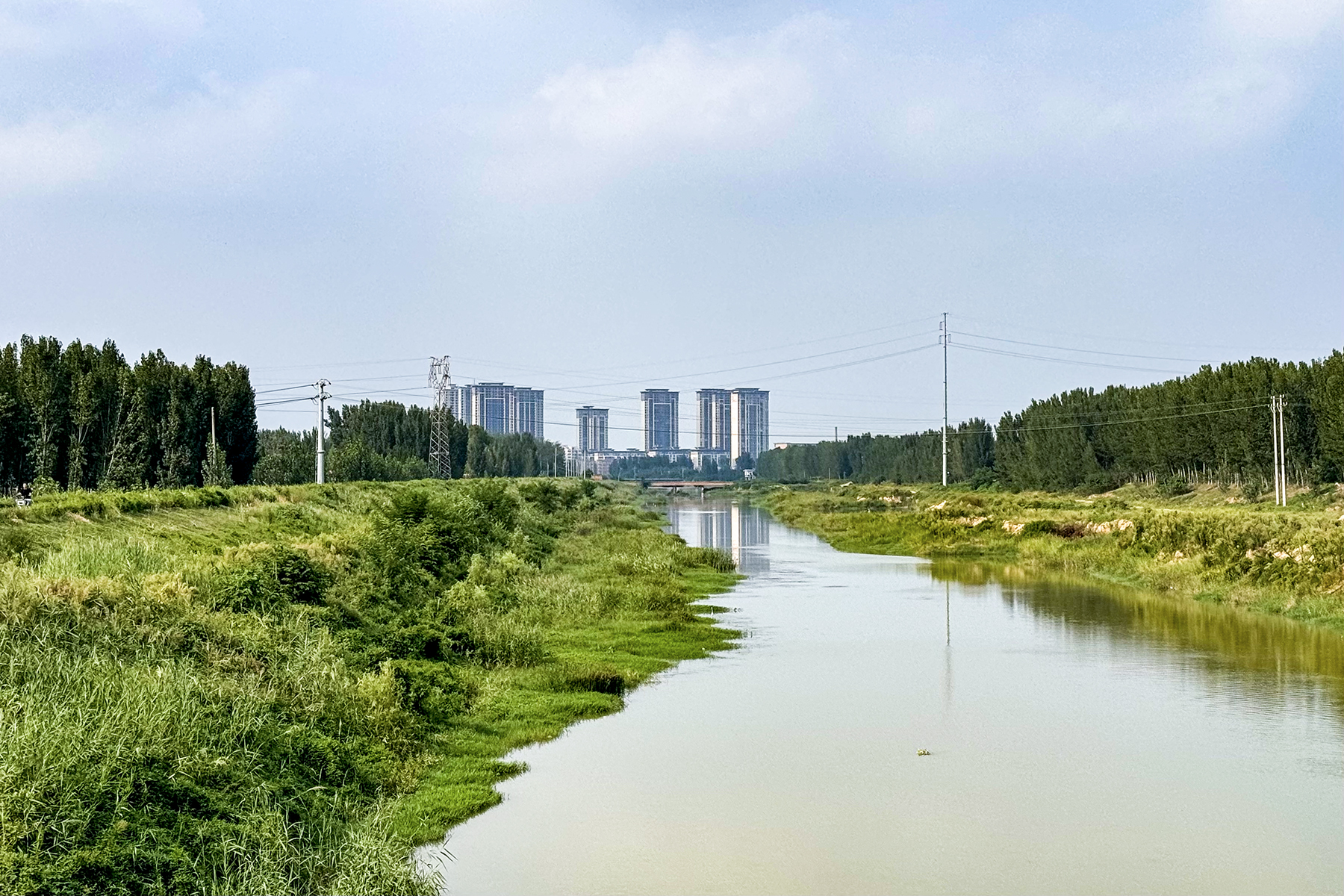
获嘉县境内的共产主义渠

共产主义渠是中華人民共和國河南省的一條人工渠道，全长约160公里（一說192公里），开挖于1958年，開挖目的是灌溉和减轻卫河防洪负担。渠水來自黃河，西起焦作市武陟县黄河北岸，途经武陟县、新鄉市获嘉县、在新鄉市新乡县与卫河交汇，再途徑新鄉市衛輝市（汲县）、鶴壁市淇县、安陽市滑县，在安陽市汤阴县五陵镇附近流入卫河。